# Jerez de los Caballeros
Jerez de los Caballeros is een gemeente in de Spaanse provincie Badajoz in de regio Extremadura met een oppervlakte van 741 km². Jerez de los Caballeros heeft 9.531 inwoners (1 januari 2016).

## Demografische ontwikkeling
Bron: INE; 1857-2011: volkstellingen

## Bezienswaardigheden
- Jerez kan o.a. prat gaan op vier mooie kerken : San Bartolomé, San Miguel, Santa Catalina en Santa María de la Encarnación. Inzonderheid de twee eerst vernoemde barokkerken hebben rijkelijk versierde torens. Hun aanwezigheid wijst erop dat Jerez een belangrijke rol speelde in het verleden, o.a. in de reconquista. Jerez bracht heel wat toekomstige veroveraars van de Nieuwe Wereld voort. Daardoor droeg ook Jerez bij tot de reputatie van de Extremadura als leverancier van conquistadores.

- Een ander opvallend bouwwerk is de torre sangrienta, een overblijfsel van wat eens een machtige vesting van de Tempeliers was. Toen op bevel van de paus de Tempeliersorde werd opgeheven bleven de Tempelierridders weerstand bieden. De overlevering vertelt ons dat heel wat ridders naar beneden gegooid werden vanop de kasteeltoren. Dit verklaart haar bloedige naam van torre sangrienta.

## Geboren in Jerez de los Caballeros
- Vasco Núñez de Balboa (1475-1519), conquistador

## Afbeeldingen

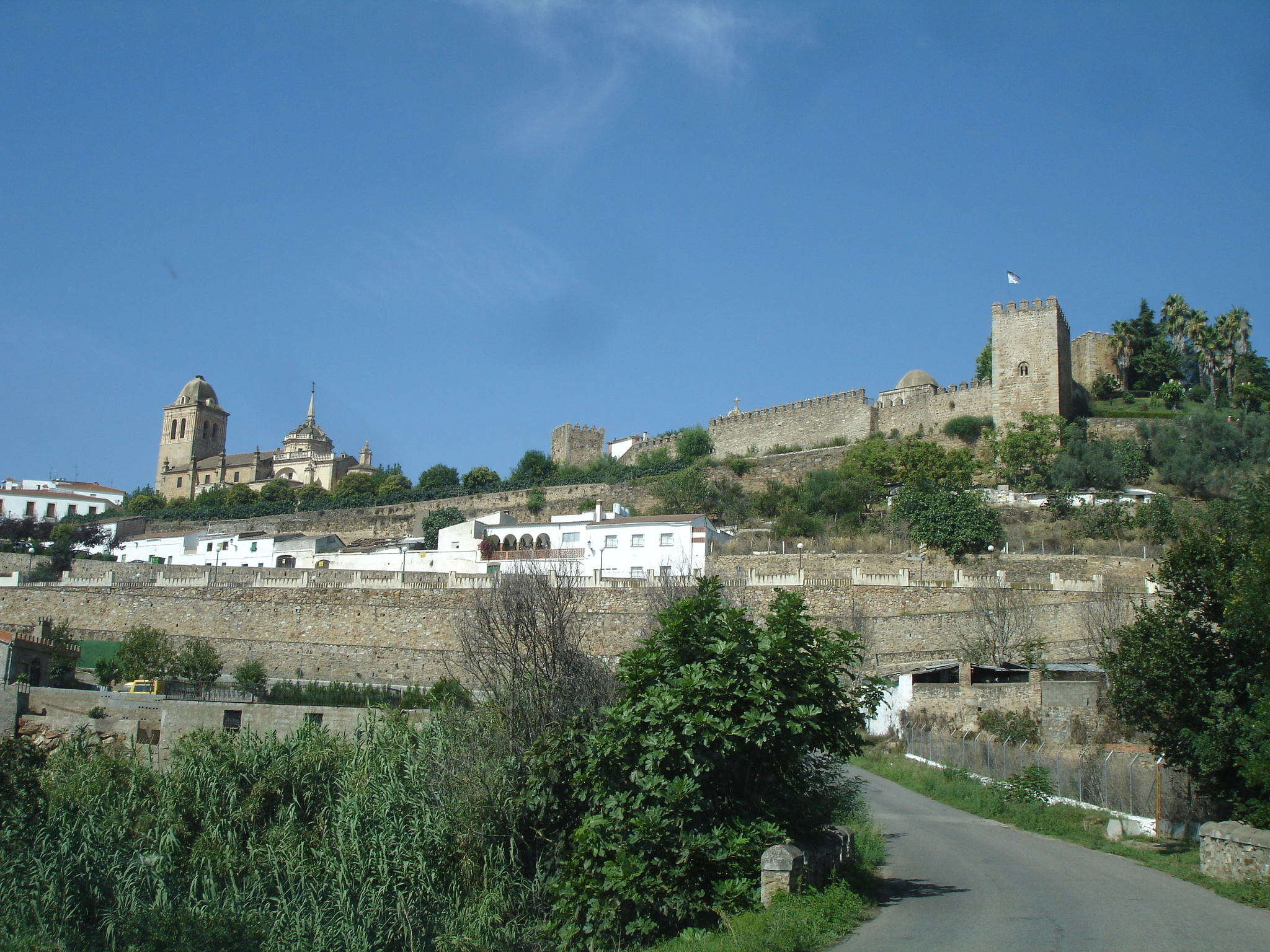
Zicht op Jerez de los Caballeros
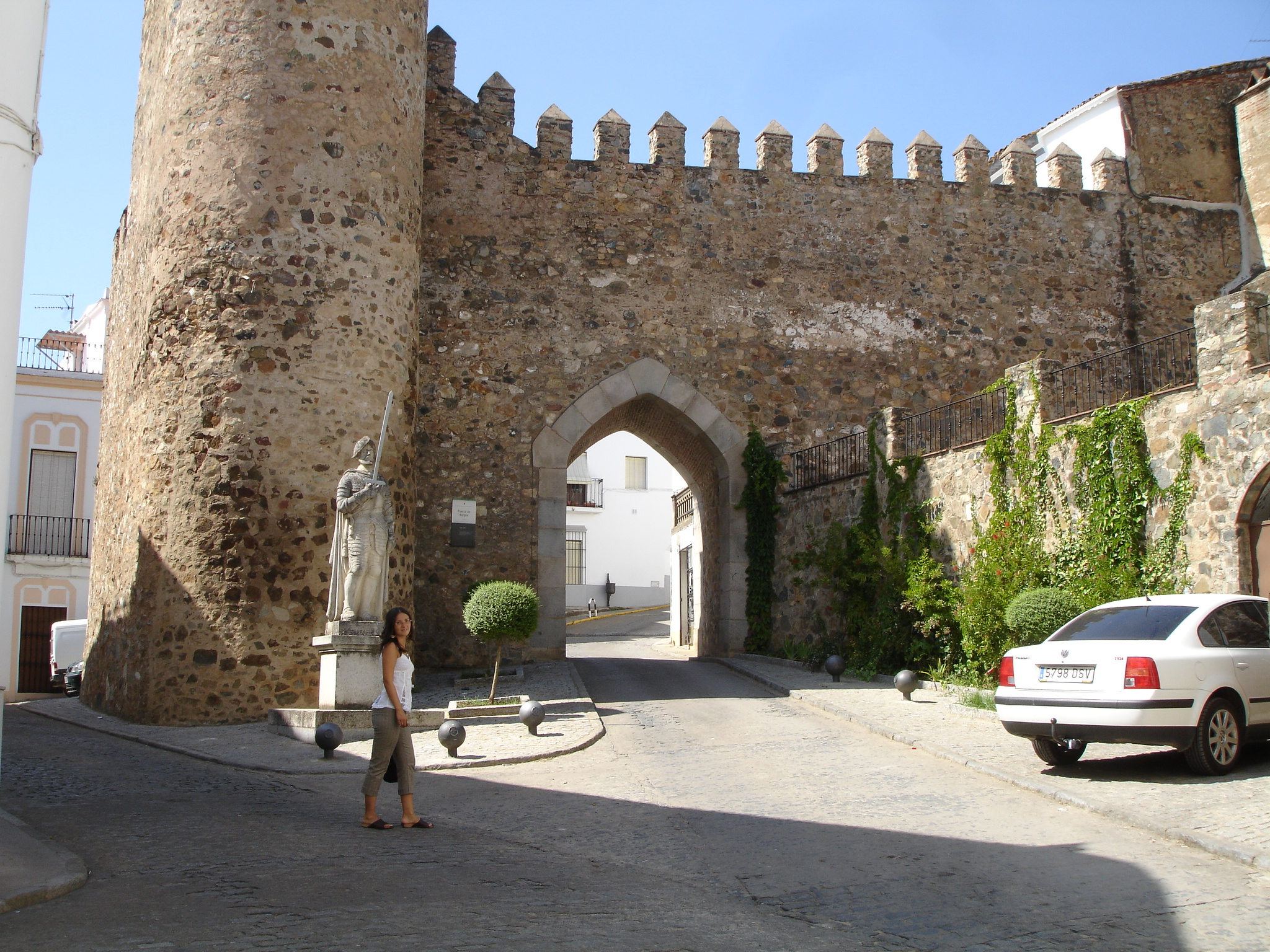
Stadsmuur van Jerez de los Caballeros
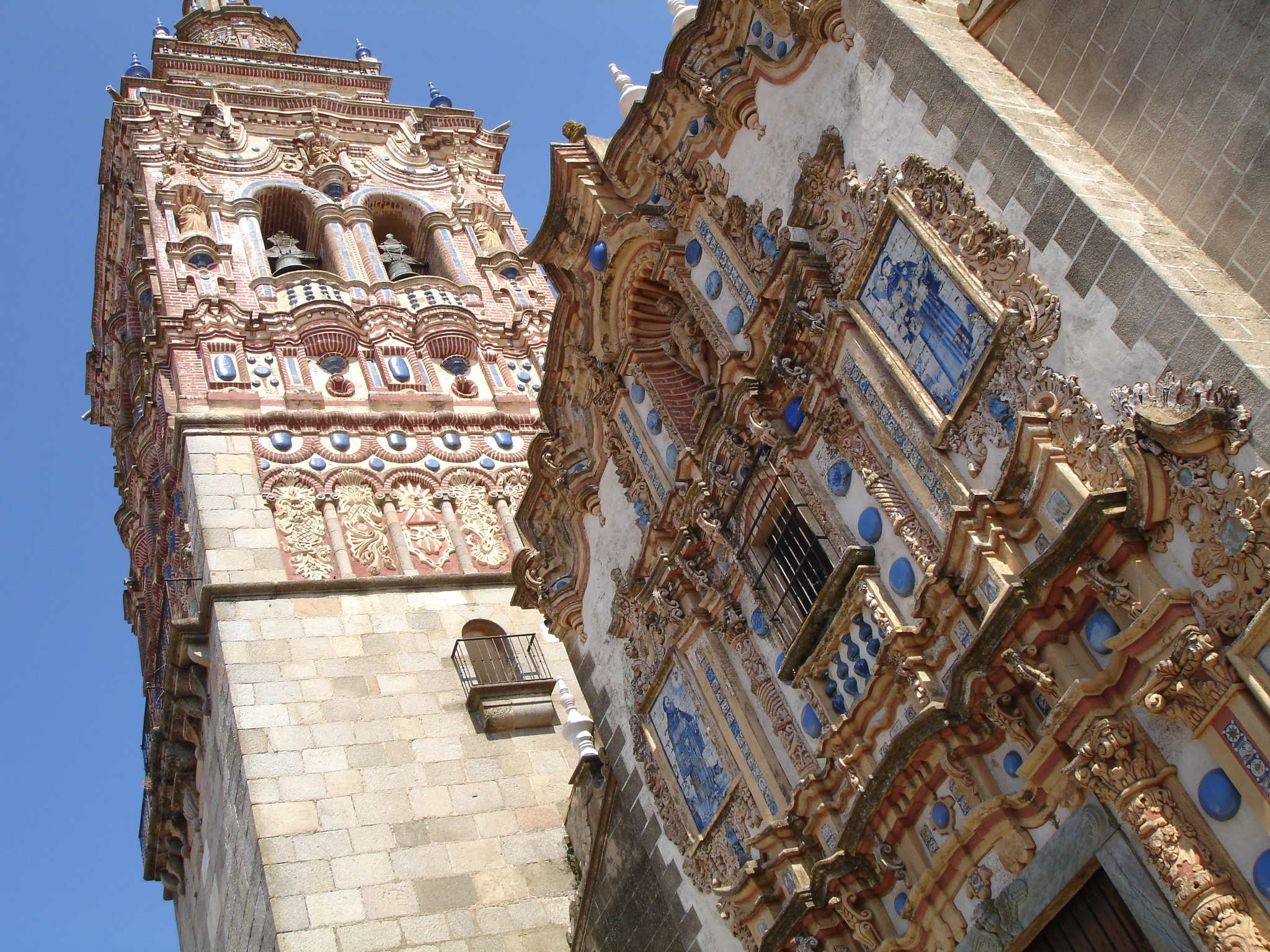
Katholieke kerk San Bartolome
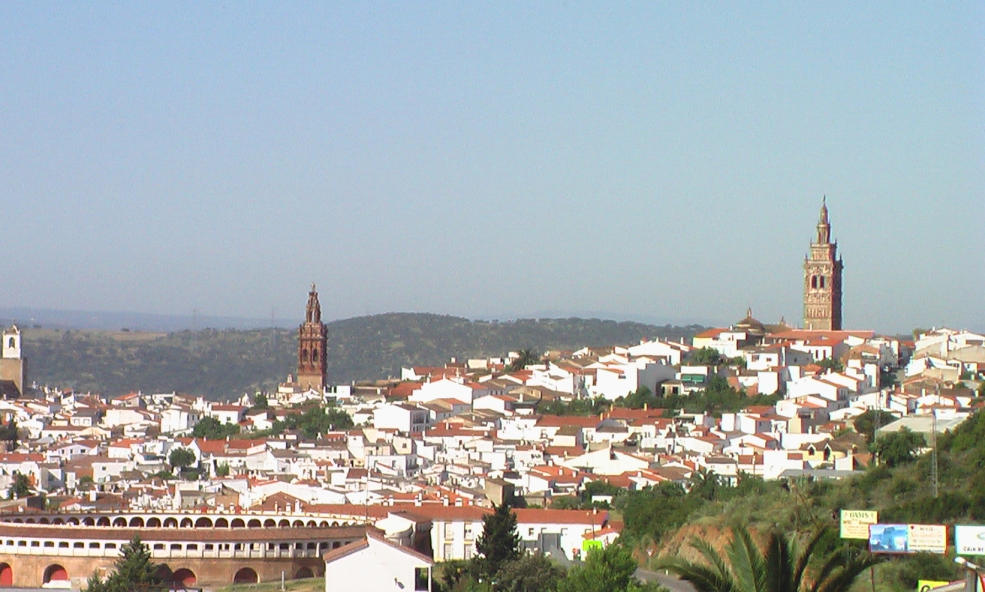
Uitzicht op Jerez de los Caballeros